# Cantó de Tôtes
El cantó de Tôtes és un cantó francès del departament del Sena Marítim, situat al districte de Dieppe. Té 22 municipis i el cap és Tôtes.

## Municipis
- Auffay
- Beauval-en-Caux
- Belleville-en-Caux
- Bertrimont
- Biville-la-Baignarde
- Bracquetuit
- Calleville-les-Deux-Églises
- Étaimpuis
- La Fontelaye
- Fresnay-le-Long
- Gonneville-sur-Scie
- Imbleville
- Montreuil-en-Caux
- Saint-Denis-sur-Scie
- Saint-Maclou-de-Folleville
- Saint-Pierre-Bénouville
- Saint-Vaast-du-Val
- Saint-Victor-l'Abbaye
- Tôtes
- Val-de-Saâne
- Varneville-Bretteville
- Vassonville

## Història
| Data d'elecció                           | Identitat              | Partit                                 | Qualitat |
| ---------------------------------------- | ---------------------- | -------------------------------------- | -------- |
| 1945-1979                                | M. Lecoeur             | Divers droite, després RI, després UDF |          |
| 1979-1985                                | Jean-Marie Leduc       | PS                                     |          |
| 1985-2002                                | Michel Bénet           | Divers droite                          |          |
| 2002-                                    | Chantal Furon-Bataille | Alternance 76                          |          |
| les dades anteriors no són pas conegudes |                        |                                        |          |
|                                          |                        |                                        |          |

## Demografia
| A partir de 1990: Població sense dobles comptes |